# NGC 3569
NGC 3569 is een lensvormig sterrenstelsel in het sterrenbeeld Grote Beer. Het hemelobject werd op 27 april 1864 ontdekt door de Duits-Deense astronoom Heinrich Louis d'Arrest.

## Synoniemen
- UGC 6238
- MCG 6-25-20
- ZWG 185.18
- PGC 34075